# Savu (lud)
Savu, także: Sawu, Sabu, Havu, Hawu (dou hau) – indonezyjska grupa etniczna zamieszkująca wyspy Sawu i Raijua w archipelagu Małych Wysp Sundajskich. Ich populacja wynosi 300 tys. osób. Są zaliczani do zespołu ludów bima-sumbajskich.
Posługują się własnym językiem hawu z wielkiej rodziny austronezyjskiej. Wyznają katolicyzm, spotykane są też wierzenia tradycyjne (kult duchów). W życiu codziennym zachowują wiele elementów rodzimych praktyk. 
Tradycyjnie zajmują się rolnictwem (ryż, kukurydza, sorgo, proso, rośliny strączkowe i bulwiaste), a także rybołówstwem i hodowlą zwierząt gospodarskich (bawoły, konie, drób, mniejsza rogacizna). Rozwinęli również rzemiosło – tkactwo i plecionkarstwo.
Wiele osób z ludu Savu zamieszkuje Sumbę, Timor (miasto Kupang), Flores i inne zakątki prowincji Małe Wyspy Sundajskie Wschodnie. Niektórzy wyemigrowali na Jawę (np. do Surabai i Dżakarty).
Organizacja społeczna opiera się na patrylinearnym systemie pokrewieństwa. Związek małżeński ma charakter patrylokalny.